# درنة أخمعية
الدرنة الأخمعية (بالإنجليزية: Scalene tubercle)‏ هو نتوء صغير يمتد على طول الحدود الوسطية للقفص صدري بين أخدودين.